# Karlsburg (Meklemburgia-Pomorze Przednie)
Karlsburg – gmina w Niemczech, w kraju związkowym Meklemburgia-Pomorze Przednie, w powiecie Vorpommern-Greifswald, wchodzi w skład Związku Gmin Züssow. 26 maja 2019 do gminy przyłączono gminę Lühmannsdorf, która stała się jej częścią (Ortsteil).   

## Transport
Znajduje się tutaj przystanek kolejowy Karlsburg.